# Ziyadullo Shakhidi
Ziyadullo Shakhidi (tadsjikisk: Зиёдулло Муқаддасович Шаҳидӣ; født 4. maj 1914 i Samarkand, Usbekistan, død 25. februar 1985 i Dusjanbe, Tadsjikistan, Sovjetunionen) var en tadsjikisk/russisk komponist.
Shakhidi var en af grundlæggerne for tadsjikisk klassisk musik. Han studerede på Moskva musikkonservatorium (1943-1949) hos bla. Sergej Balasanjan (tadsjikisk: Серге́й Арте́мевич Баласаня́н). Han skrev en symfoni, orkesterværker, kammermusik, operaer, korværker etc. Han var formand for komponistforeningen i Tadsjikistan (1956-1960). Shakhidi kom til Dusjanbe i 1939, hvor han blev leder af det filharmoniske orkester. Han var mest optaget af symfonien og dens forskellige afarter. Shakhidi kombinerede både tadsjikiske og russiske elementer samt folklore i sin klassiske kompositionsform. Han er fader til komponisten Tolib Shakhidi.

## Udvalgte værker
- "Makoms" Symfoni (1977) - for orkester
- Symfonisk fortælling "Året 1917" (1967) - for orkester
- Symfonisk fortælling "Buzruk" (1976) - for orkester
- Symfoniske suiter nr. 1-5 (1956, 1961, 1964, 1968, 1975) - for orkester